# 古尔-埃米尔陵

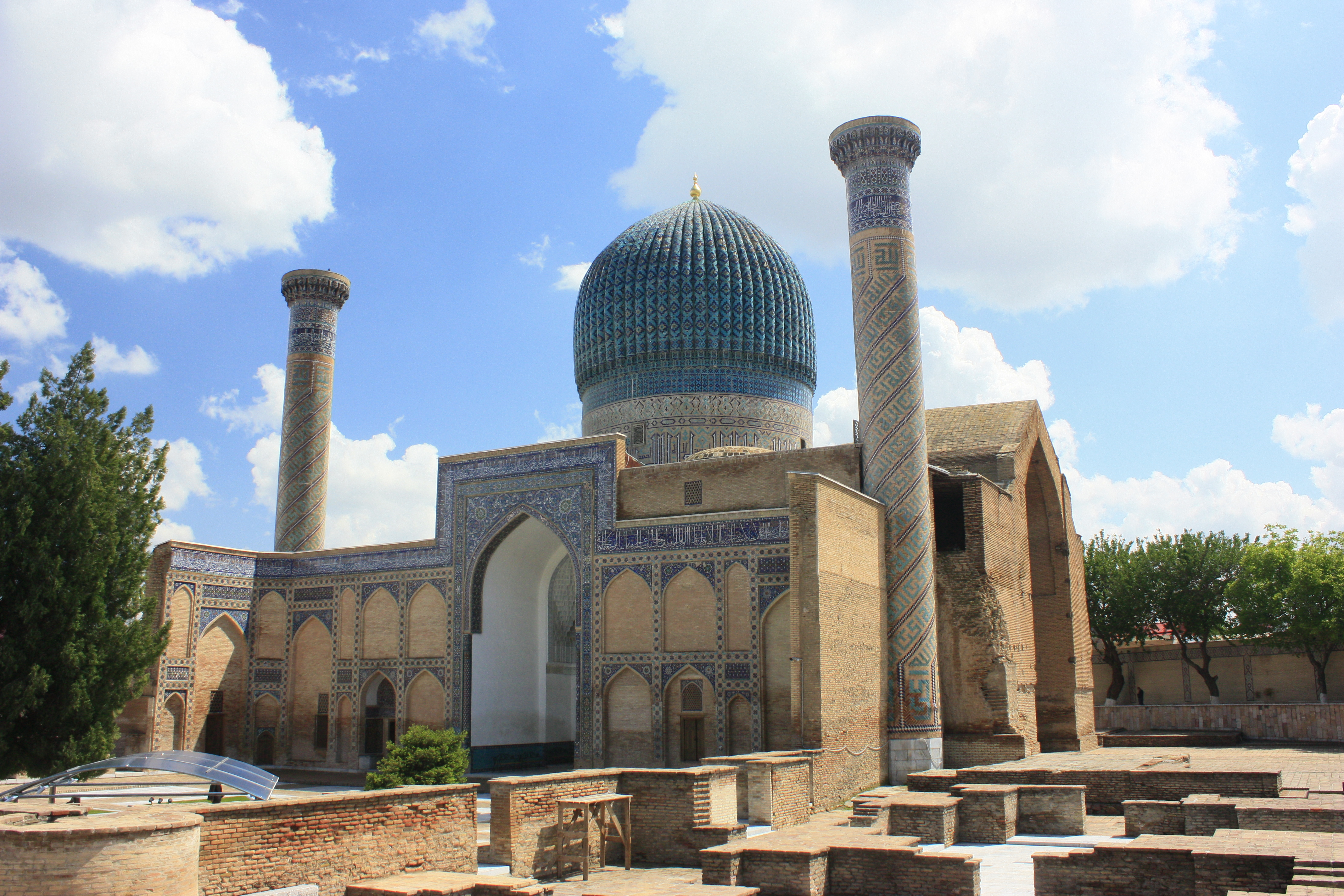
古尔-埃米尔陵

古尔-埃米尔陵是突厥-蒙古征服者帖木儿的陵墓，1403年动工，1404年建成，位于今乌兹别克斯坦撒马尔罕:426。